# Zsolt Baumgartner
Zsolt Baumgartner (Debrecen, Hungría; 1 de enero de 1981) es un expiloto de automovilismo húngaro. Corrió en Fórmula 1 en los años 2003 y 2004 para las escuderías Jordan y Minardi, siendo, hasta la fecha el único piloto húngaro en llegar a la F1 y puntuar.
Tras tres temporadas en la Fórmula 3000 Internacional, hizo su debut en F1 justamente en el Gran Premio de Hungría de 2003, reemplazando al lesionado Ralph Firman en la escudería de Eddie Jordan. También disputó la siguiente carrera, el Gran Premio de Italia.
Se habían hecho gestiones para que Baumgartner ocupe una de las butacas titulares de Jordan en la temporada 2004 con el auspicio de la petrolera Mol Rt. Sin embargo, la falta de acuerdos hizo que finalmente firmara contrato con Minardi. Esto hizo que Mol Rt redujera su aporte, lo cual llevó a Zsolt y sus representantes a crear un Club de apoyo de Zsolt Baumgartner, algo similar a lo que había hecho Justin Wilson en 2003.
Baumgartner no se destacó en la parte inicial de la temporada 2004. Sin embargo, y tras dos intentos que estuvieron cerca (9.º puesto en Mónaco y 10.º en Canadá), logró obtener el primer punto de Minardi en más de dos años, al finalizar en el octavo lugar en el Gran Premio de los Estados Unidos., convirtiéndose así en el primer y único húngaro en sumar puntos. La última carrera de aquella temporada fue su última en la Fórmula 1 y también como piloto profesional.
En 2007 fue piloto de pruebas de Minardi Team USA en la Champ Car y en 2008 hizo lo propio en el equipo Tottenham Hotspur de la Superleague Formula.

## Resultados

### Fórmula 1
(Clave) (negrita indica pole position) (cursiva indica vuelta rápida)

| Año     | Escudería              | 1       | 2      | 3       | 4      | 5       | 6     | 7      | 8      | 9     | 10      | 11      | 12     | 13      | 14      | 15     | 16     | 17      | 18     | Pos. | Puntos |
| ------- | ---------------------- | ------- | ------ | ------- | ------ | ------- | ----- | ------ | ------ | ----- | ------- | ------- | ------ | ------- | ------- | ------ | ------ | ------- | ------ | ---- | ------ |
| 2003    | Jordan Ford            | AUS     | MYS    | BRA     | SMR    | ESP     | AUT   | MON    | CAN    | EUR   | FRA     | GBR     | GER TD | HUN Ret | ITA 11  | USA    | JPN    |         |        | 24.º | 0      |
| 2004    | Wilux Minardi Cosworth | AUS Ret | MYS 16 | BHR Ret | SMR 15 | ESP Ret | MON 9 | EUR 15 | CAN 10 | USA 8 | FRA Ret | GBR Ret | GER 16 |         |         |        |        |         |        | 20.º | 1      |
| 2004    | Minardi Cosworth       |         |        |         |        |         |       |        |        |       |         |         |        | HUN 15  | BEL Ret | ITA 15 | CHN 16 | JPN Ret | BRA 16 | 20.º | 1      |
| Fuente: |                        |         |        |         |        |         |       |        |        |       |         |         |        |         |         |        |        |         |        |      |        |